# Zbyněk Cejnar
Zbyněk Cejnar (* 9. srpna 1961 Janské Lázně) je český podnikatel s úzkou vazbou na českého miliardáře Alexandra Seidla.

## Životopis
Narodil se v Janských Lázních, rodině která vedla několik ROH hotelů. Na střední školu odjel studovat do Poděbrad, na tehdy vyhlášenou hotelovou školu. Během školy pracoval v několika restauracích a později po škole pracoval nějakou dobu v Rakousku, kde údajně vydělal první kapitál, který pomohl rozjet jeho podnikatelské aktivity v České republice. Během práce v restauracích, potkal mnoho přátel, se kterými později podnikal. Jeden z těchto známých byl Pavel Dvořák, který ho seznámil s Alexandrem Seidlem, který v té době rozjížděl firmu s elektronikou a textilem Le Cygne Sportif Groupe. Seidl později začal velmi intenzivně privatizovat podniky, o které se však neměl kdo starat. Cejnar v té době začal pomáhat Seidlovi s nájmy a agendou spojenou s výstavbou nových domů. Zbyněk Cejnar několik let vedl správu nemovitosti, avšak už jako akcionář firmy, kterou společně se Seidlem zvětšili do dnešních rozměrů. Firma má odhadovanou hodnotu okolo 3 miliard korun. V posledních letech Cejnar však začal ustupovat do pozadí a společně se Seidlem na firmu pouze dohlížejí. Cejnar je ženatý a má tři syny.

## Podnikatelské aktivity
Zbyněk Cejnar několik let vedl správu nemovitosti, avšak už jako akcionář firmy, kterou společně se Seidlem zvětšili do dnešních rozměrů. Firma má odhadovanou hodnotu okolo 3 miliard korun. Během divoké privatizace společně se Seidlem převzali například Hikor Písek, České správy nemovitostí, Severoskla Nový Bor, elektrárna Františkov, hotel na břehu lipenské přehrady nebo dále sítě obchodních domů Prior. V posledních letech Cejnar však začal ustupovat do pozadí a společně se Seidlem na firmu pouze dohlížejí. Cejnar je místopředseda představenstva a jednatel několika sesterských firem.
Zbyněk Cejnar je jeden z prvních velkých developerů v českém lyžařském středisku Špindlerův Mlýn, kde zprivatizoval tehdy bývalý hotel ROH Primátor, a přestavěl ho na luxusní byty. Během následujících let, postavil 5 dalších velkých bytových domů Primátor a společně se Seidlem vlastním většinu okolních lukrativních pozemků nebo hotel ve Svatém Petru. Jejich nejnovější projekt jsou 2 luxusní bytové-rodinné domy s výhledem na lyžařský areál Medvědín, které jsou aktuálně předmětem několika soudních řízení jako černé stavby postavené v rozporu se stavebním povolením. Nicméně poslední vývoj této umělé kauzy směřuje na fakt, že Vladimír Schmalz, který tuto kauzu neúspěšně žene kupředu má sám problém s jeho Špindlerovskou vilou, a byl podán podnět na odstranění stavby, která byla postavena v rozporu se stavebním povolením. V posledních letech také postavil dva bytové domy v Karlově Studánce.
Cejnar se také angažoval investičně i ve vedení Vrchlabské nemocnice, kterou vedl kontroverzní senátor Vladimír Dryml. Cejnar díky svým kontaktům z dřívějších let koupil první podíl nemocnice, a společně se Seidlem pod hlavičkou Le Cygne Sportif, začali nemocnici provozovat. V prvních letech jim pomáhala německá firma provozující nemocnice, která později svůj podíl prodala zpět investorům. V půlce roku 2016, zakoupila investiční společnost kolem Marka Dospivy - Penta Investments, za nezveřejněnou cenu Vrchlabskou nemocnici. Tímto krokem skončila i éra Vladimíra Drymla, jakožto ředitele.

## Farma Bolka Polívky
Český herec Bolek Polívka vybudoval v Olšanech jihozápadně od Vyškova farmu, v níž pořádal kulturní a recesistické programy. Když dostavoval hotel a přistavoval wellness centrum, získal na stavbu finance z fondů Evropské unie. Protože ale Polívka své finanční závazky nesplácel, podala na něj stavební firma Kaláb v říjnu 2012 návrh na insolvenci a soud poslal farmu v dubnu 2013 do konkurzu. Během podzimu roku 2013 se konala dražba. O farmu měli původně zájem i jeho přátelé Seidl s Cejnarem, ale nakonec se dražby nezúčastnil, protože podle serveru iDNES.cz nebyli spokojeni s podobou smlouvy, díky které farma čerpala finance z Evropské unie. Vydražitel, společnost Alkony-CZ, nakonec farmu získal za 15 milionů českých korun. Seidl však mezitím od Polívky skoupil pozemky v okolí farmy včetně příjezdové cesty k ní. Jeho společník Cejnar odkoupil Polívkovy pohledávky. Tak si zajistil, že každý, kdo by chtěl na farmu přijet, by musel přes jeho pozemky. Proto od záměru získat farmu ustoupil i původní vydražitel. Když se pak konala druhá dražba, přihlásila se do ní Seidlova a Cejnarova firma jako jediná a farmu získala za 11,5 milionů korun českých. Farma byla prodána v roce 2019 prodána Seidlovou a Cejnarovou firmou jejich sousedovi Miroslavu Kvapilovi za nezveřejněnou cenu.